# Biddlestone
Biddlestone är en civil parish i Storbritannien. Den ligger i grevskapet och kommunen Northumberland i riksdelen England, i den centrala delen av landet, 400 km norr om huvudstaden London. Antalet invånare är 177.